# Mandschurosaurus
Mandschurosaurus („Mandžuský ještěr“) byl rod velkého hadrosauridního dinosaura z období pozdní křídy, žijícího na území dnešního dálnovýchodního Ruska (oblast kolem řeky Amur, geologické souvrství Jü-liang-ce). Rozměry zástupců tohoto druhu nejsou známé.

## Historie objevu
Typový druh M. amurensis byl popsán ruským paleontologem A. N. Rjabininem jako "Trachodon amurensis" v roce 1925 a o pět let později již jako Mandschurosaurus amurensis. Fosilie byly objeveny ruskou expedicí v roce 1914, a to na území Mandžuska. Jedná se vlastně o vůbec první fosilie dinosaurů, objevené na území Číny. Protože fosilie jsou fragmentární, je dnes tento taxon mnoha paleontology považován za nomen dubium (pochybné jméno).

## Další druhy
Postupně byly popsány ještě další druhy tohoto rodu, konkrétně M. mongoliensis a M. laosensis. Pouze typový druh M. amurensis by ale mohl být vědecky platným taxonem.

## Paleoekologie
Tito hadrosauridi byli patrně loveni velkými tyranosauridními teropody, blízce příbuznými populárnímu severoamerickému druhu Tyrannosaurus rex. Jejich fosilní zuby a jiné části kostry byly objeveny ve stejných sedimentech (geologické souvrství Udurčukan a některá další).